# Krokaholmen
Krokaholmen est une île norvégienne du comté de Hordaland appartenant administrativement à Bergen.

## Description
Rocheuse et désertique, elle s'étend sur environ 51 m de longueur pour une largeur approximative de 46 m. Elle est reliée au continent par un pont. 